# Emigrantes (película)
Emigrantes es una película coproducción de Argentina e Italia en blanco y negro dirigida por Aldo Fabrizi según su propio guion que se estrenó el 10 de noviembre de 1948 y que tuvo como protagonistas a Aldo Fabrizi, Ave Ninchi y Nando Bruno.

## Sínopsis
Un grupo de italianos emigra a Argentina en la postguerra para reconstruir sus vidas.

## Reparto
- Aldo Fabrizi	 ...	Giuseppe Bordoni
- Ave Ninchi	 ...	Adele Bordoni
- Nando Bruno	 ...	Gigi
- Loredana	 ...	Maria Bordoni
- Adolfo Celi	 ...	El profesor
- Eduardo Passarelli ...	Gennarino
- Iván Grondona
- Giuseppe Rinaldi
- Michele Malaspina
- Rino Salviati
- Assunta Nucci
- Nino Gianello
- Orestes Soriani
- Nicolas Olivari
- Julio C. Traversa
- Saro Urziani

## Producción
Fabrizi viajó a Buenos Aires para una temporada teatral luego que en Argentina el filme Roma, ciudad abierta (1946) tuviera muy buena acogida. No tuvo éxito en el teatro pero dirigió y actuó en este filme, cuyos exteriores fueron filmados en los Estudios Palatino de Roma. Por la misma época también fueron contratados en Argentina los actores italianos Amedeo Nazzari, Adriana Benetti y Emma Grammatica.

## Comentario
El Heraldo del Cinematografista comentó de la película:

"Hecha en el estilo de las buenas películas italianas de posguerra...certeros toques humanos, frecuentemente matizados por felices notas de humor y el interés documental que ofrece la visión de Roma, Génova y el barco que trae a los inmigrantes"